# Маленькие женщины (телесериал, 2022)
«Маленькие женщины» (кор. 작은 아씨들, : Jag-eun Asideul) — южнокорейский телесериал режиссёра Ким Хивона в ролях с Ким Гоын, Нам Джихён, Пак Чиху и Ви Хаджуном. Основанный на одноименном романе Луизы Мэй Олкотт 1868 года, сериал спродюсирован студией Dragon для канала tvN. Премьера состоялась 3 сентября 2022 года. Сериал выходил в эфир каждую субботу и воскресенье в 21:10 по корейскому времени. Он также доступен для потоковой передачи на Netflix в отдельных регионах.

## Сюжет
В сериале рассказывается о трех бедных сестрах, которые близки друг с другом, и о том, как они храбро противостоят самой богатой семье Кореи.

## В ролях

### Ведущие роли
- Ким Гоын — О Инджу (кор. 오인주)[6]

Старшая сестра. Она выросла в ужасно бедной среде и до сих пор бедна. С тех пор, как она была маленькой, Инджу поняла, что деньги — это самая главная вещь, которая может помочь ей и её семье. Её мечта — жить обычной жизнью, как другие люди. Она ввязывается в дело, которое может изменить её жизнь.
- - Пак Сои — О Инджу в детстве
- Нам Джихён — О Ингён (кор. 오인경)[7]

Средняя сестра. Ингён работает репортером на новостной станции. Она верит в то, что нужно поступать правильно. Она также всегда была бедной, но деньги не управляют её жизнью. Она начинает расследовать свое первое дело в качестве репортера.
- Пак Чиху — О Инхё (кор. 오인혜)[8]

Младшая сестра, которая учится в престижной художественной школе. Она поступила в школу благодаря своим природным способностям к рисованию. Ин Хё иногда чувствует, что любовь её сестер к ней мешает Инхё.
- Ви Хаджун — Чхве Доиль (кор. 최도일)[9]

Он окончил престижный университет и начинает общаться с О Инджу.

### Второстепенные роли
- Ом Дживон — Вон Сана

Дочь генерала, жена политика и директор Художественного музея. Она начинает взаимодействовать с сестрами, когда Херин (дочь Саны) начинает общаться с О Инхё.
- Ум Гиджун — Пак Чхэсан

Начинающий политик, который начинает взаимодействовать с сестрами.
- Гон Минджён — Чхве Мари

Репортер информационного агентства YBC.
- Кан Хун — Ха Джонхо

Друг детства О Ин Гён.
- Чон Чхэын — Пак Хёрин

Дочь Пак Чэсана и Вон Саны.
- Ким Мисук — О Хэсок

Тетя сестер О.
- Пак Джиён — Ан Хиён

Мать сестер О .

### Приглашённые актёры
- Чху Джахён — Джин Хваён

Секретная подруга Инджу.
- О Джонсе — директор Син/Син Хёнмин

Директор, которого подозревают в связи с Хваён.
- Сон Джунги — Пак Джухён

Сотрудник элитного обувного магазина.
- Ли Мину — Вон Сану

Сын Вон Кисона и старший брат Вонсана. Для своего отца он не имеет значения .

## Производство
В интервью Tatler Asia 25 ноября 2021 года сценарист Чон Соген рассказал: «Я работаю с режиссёром Винченцо над корейской адаптацией «Маленьких женщин». Главные женские роли сыграют Ким Гоын и Нам Джихён, а главную мужскую роль — Ви Хаджун из «Игры в кальмара». Я на самом деле прочитал книгу «Маленькие женщины», когда была маленьким, и она мне очень понравилась».
23 декабря 2021 года было подтверждено, что сериал получил название «Маленькие женщины». 19 октября 2021 года компания MS Team Entertainment сообщила, что Ви Хаджуну предложили роль в сериале. В тот же день стало известно, что сериал завершил кастинг.
3 марта 2022 года было подтверждено, что Ви Хаджун получил положительный результат теста на COVID-19. Ожидалось, что его карантин закончится 8-го числа, что вскоре было подтверждено.
Съемки проходили в различных местах Сингапура, которые проходили с июнь по июль 2022 года.

## Рейтинги
| № серии | Дата показа      | AGB Nielsen  | AGB Nielsen |
| № серии | Дата показа      | Национальный | Сеул        |
| ------- | ---------------- | ------------ | ----------- |
| 1       | 3 сентября 2022  | 6.395%       | 6.931%      |
| 2       | 4 сентября 2022  | 7.747 %      | 8.519 %     |
| 3       | 10 сентября 2022 | 5.587 %      | 6.110 %     |
| 4       | 11 сентября 2022 | 7.256 %      | 8.315 %     |
| 5       | 17 сентября 2022 | 7.038%       | 8.072%      |
| 6       | 18 сентября 2022 | 8.338%       | 8.898%      |
| 7       | 24 сентября 2022 | 6.014%       | 7.033%      |
| 8       | 25 сентября 2022 | 8.676%       | 9.710%      |
| 9       | 1 октября 2022   | 7.346%       | 8.935%      |
| 10      | 2 октября 2022   | 9.701%       | 11.278%     |
| 11      | 8 октября 2022   | 7.707%       | 8.931%      |
| 12      | 9 октября 2022   | 11.105%      | 11.968%     |